# ClanLib
ClanLib — набор кроссплатформенных библиотек для создания игр (game SDK). Включает множество низкоуровневых функций для работы с графикой и звуком. Реализованы на языке C++. В настоящее время поддерживаются Microsoft Windows, Linux и macOS.
Для работы с графикой используется OpenGL, хотя допустимо и использование несколько редуцированного SDL. Для проигрывания звука используется библиотеки Vorbis или MikMod. Реализованы также обнаружение столкновений, работа с XML, с сетью и многие другие опции, необходимые для программирования компьютерных игр.
ClanLib разработана полностью на объектно-ориентированной основе и при разумном использовании макросов  созданные с помощью SDK игры, могут быть портированы на другие платформы без малейшего изменения кода.
Написанные с использованием ClanLib игры просто инсталлировать, поскольку по умолчанию при компиляции производится статическая линковка, а все ресурсы могут быть объединены в один, или несколько .zip файлов. Это позволяет обойти длинную процедуру инсталляции и большое количество файлов.
Поверх этой библиотеки, в частности, построен конструктор игр Novashell.

## Некоторые библиотеки
- Работа с графическим интерфейсом (GUI):
  - clanGUI
- XML:
- Звук:
  - clanSound
  - clanMikMod
  - clanVorbis
- Работа по протоколу TCP/IP:
  - clanNetwork